# 科爾布鄉 (康斯坦察縣)
44°23′0″N 28°39′0″E / 44.38333°N 28.65000°E
科爾布鄉（羅馬尼亞語：Comuna Corbu, Constanța），是羅馬尼亞的鄉份，位於該國西南部，由康斯坦察縣負責管轄，面積118平方公里，海拔高度41米，2007年人口5,781，人口密度每平方公里49人。